# Ernest Servaes
Pour les articles homonymes, voir Servaes.
Ernest Julien Victor Servaes, né le 11 septembre 1882 dans le 18e arrondissement de Paris et mort le 25 janvier 1953 à Clichy, est un réalisateur, acteur et producteur français de cinéma des années 1920 qui a immortalisé la Camargue, après avoir débuté dans le comique muet.

## Biographie
Ernest Servaes commence à travailler pour la société Eclipse de 1911 à 1916. Fondée en 1905, celle-ci est la quatrième société française de cinéma et 1906 ouvre des studios en Allemagne.
Dès son arrivée en 1911, il débute dans la mise en scène de films comiques avec la série Arthème où il interprète lui-même le rôle-titre d' Arthème Dupin, puis parallèlement à partir de 1912, avec la série Polycarpe où cette fois c'est l'acteur Édouard Pinto puis dès 1913 son frère Charles Servaes qui interprètent le rôle principal. Le tournage des deux séries s'arrêtent en 1916 pendant la première guerre mondiale. Ernest Servaes tentera de relancer la série Polycarpe en 1923 mais l'échec commercial du premier titre Le Baiser de Polycarpe mettra un terme définitif à la poursuite du projet. 
En 1920, après avoir monté ses propres studios à Marseille, il met en scène Mireille, adaptation d'un poème de Frédéric Mistral, souhaitant lui donner un nouvel éclairage, après une première version tournée en 1908 par Henri Cain avec des vedettes parisiennes de la Comédie-Française. La version d'Ernest Servaes sortie en 1922 est dotée d'une distribution d'amateurs pris dans la population locale pour un plus grand besoin d'authenticité, parmi lesquels Angèle Pornot qui joue le rôle de Mireille. Seul Joë Hamman figure comme acteur professionnel dans la distribution dans le rôle d'Ourrias. 
Le producteur marseillais Fernand Méric demandera treize ans plus tard à Ernest Servaes d'en faire un remake parlant, mais à la suite de divergences artistiques, c'est finalement le cinéaste René Gaveau qui poursuivra un tournage déjà largement entamé avec, comme dans la version de 1922, des acteurs amateurs comme Mireille Lurie dans le rôle-titre. Comme en 1922 également, Joë Hamman est le seul acteur professionnel figurant dans la distribution et toujours dans le même rôle.
Après sa mise à l'écart brutale dans la poursuite du tournage de Mireille, Ernest Servaes se retire définitivement des plateaux de cinéma tant comme acteur que comme réalisateur. Il avait alors 52 ans. Avec sa société Servaes Films, il va désormais se consacrer à l'édition et à la distribution de longs métrages étrangers jusqu'à la fin des années 1930.
Mort à l'hôpital Beaujon à l'âge de 70 ans, Ernest Servaes était veuf de l'artiste lyrique Giuseppina dite Nina Cavallini et remarié depuis octobre 1951 avec Germaine Humbert.

## Filmographie

### Comme réalisateur

#### SérieArthème(1911-1916)
- 1911 : Arrêtera-t-on Arthème Dupin ? (133 m)[11]
- 1911 : Arthème en fâcheuse posture (182 m)
- 1911 : Arthème est trop volage (133 m)
- 1911 : Arthème fait du skating (113 m)
- 1911 : Arthème reporter (178 m)
- 1911 : Le Haut-de-forme d'Arthème (135 m)
- 1911 : Le Porte-Bonheur d'Arthème (164 m)
- 1912 : Arthème avale sa clarinette (94 m)[12]
- 1912 : Arthème Dupin échappe encore (175 m)
- 1912 : Arthème cherche sa vocation (114 m)
- 1912 : Arthème cherche le calme (111 m)
- 1912 : Arthème craint les épingles (103 m)
- 1912 : Arthème cherche une situation (114 m)
- 1912 : Arthème déménage (117 m)
- 1912 : Arthème a un nouveau complice (128 m)
- 1912 : Arthème Dupin cambriolé / On cambriole Arthème Dupin (186 m)
- 1912 : Arthème Dupin continue (120 m)
- 1912 : Arthème est fatigué (119 m)
- 1912 : Arthème est trop encombrant (154 m)
- 1912 : Arthème fait de la photo (114 m)
- 1912 : Arthème fidèle malgré lui (111 m)
- 1912 : Arthème ne jettera plus de papiers (100 m)
- 1912 : Arthème portefaix (142 m)
- 1912 : Arthème promène sa femme (115 m)
- 1912 : Arthème va à la chasse (94 m)
- 1912 : Arthème visite Marseille (145 m)
- 1912 : Un nouveau tour d'Arthème Dupin (151 m)
- 1912 : Le Pique-Nique d'Arthème (148 m)[13]
- 1912 : La Molaire d'Arthème (95 m)
- 1912 : Le Noël d'Arthème Dupin (186 m)
- 1912 : Le Bon coeur d'Arthème (104 m)
- 1912 : Le Suicide d'Arthème (152 m)
- 1912 : La Toquante d'Arthème (113 m)
- 1913 : Arthème Dupin disparaît (137 m)
- 1913 : Arthème promène son oncle (126 m)[14]
- 1913 : Arthème sorcier (120 m)
- 1913 : Une aventure d'Arthème (140 m)
- 1913 : Arthème a égaré son épouse (111 m)
- 1913 : Arthème contre Polycarpe (610 m)
- 1913 : Arthème dentiste (110 m)
- 1913 : Arthème est enrhumé (107 m)
- 1913 : Arthème est un héros (114 m)
- 1913 : Arthème exagère (120 m)
- 1913 : Arthème flirte (147 m)
- 1913 : Arthème monte son ménage (115 m)
- 1913 : Arthème sergent de ville (145 m)
- 1913 : Arthème va à la pêche (125 m)
- 1913 : Les Fiançailles d'Arthème (209 m)
- 1913 : La Migraine d'Arthème (120 m)
- 1913 : Arthème charretier par amour (163 m)
- 1914 : Arthème opérateur (158 m)[15]
- 1914 : Arthème et Polycarpe font du side-car (150 m)
- 1914 : Arthème cherche du feu (123 m)
- 1914 : Arthème et l'ami du patron (230 m)
- 1914 : Arthème et la jolie fermière (188 m)
- 1914 : Arthème victime de son dévouement (148 m)
- 1914 : L'Ingénieuse idée d'Arthème (164 m)
- 1914 : Le Stylo d'Arthème (160 m)
- 1915 : Arthème et la blanchisseuse (140 m)
- 1915 : Arthème a des hallucinations (160 m)
- 1916 : Arthème fait des affaires (210 m)
- 1916 : Arthème chez le cordonnier (180 m)
- 1916 : Arthème maître d'hôtel (110 m)
- 1916 : Arthème valet de chambre (165 m)
- 1916 : Les Méfaits d'Arthème (190 m).

#### SériePolycarpe(1912-1923)
- 1912 : L'Assiette de Polycarpe (138 m) avec Édouard Pinto dans le rôle-titre
- 1912 : Le Cauchemar de Polycarpe (145 m) avec Édouard Pinto dans le rôle-titre
- 1912 : L'Enlèvement de Polycarpe (265 m) avec Édouard Pinto dans le rôle-titre
- 1913 : Comment Polycarpe règle ses créanciers (131 m)
- 1913 : Le Déjeuner de Polycarpe (133 m)
- 1913 : La Permission de Polycarpe (131 m)
- 1913 : Polycarpe a des biceps (120 m)
- 1913 : Polycarpe a le pied léger (122 m)
- 1913 : Polycarpe collectionneur (119 m)
- 1913 : Polycarpe commis d'architecte (124 m)
- 1913 : Polycarpe décorateur (119 m)
- 1913 : Polycarpe en villégiature (213 m)
- 1913 : Polycarpe fait du yachting (90 m)
- 1913 : Polycarpe nettoie par le vide (122 m)
- 1913 : Polycarpe s'énerve (128 m)
- 1913 : Polycarpe sur le fil (103 m)
- 1913 : Les Souliers de Polycarpe (116 m)
- 1913 : La Trouvaille de Polycarpe (129 m)
- 1913 : L'Omelette de Polycarpe (153 m)
- 1914 : La Fortune de Polycarpe (205 m)
- 1914 : Polycarpe professeur cycliste (83 m)
- 1914 : Polycarpe premier prix du Conservatoire / Polycarpe premier prix de contrebasse / Polycarpe contrebassiste (108 m)
- 1914 : Polycarpe et le Masque de fer / Le Masque de fer (133 m)
- 1914 : Polycarpe fait de la morale au centimètre (105 m)
- 1914 : Le Briquet de Polycarpe (134 m)
- 1914 : La Chemise de Polycarpe (132 m)
- 1914 : Le Parapluie de Polycarpe (150 m)
- 1914 : La Paresse de Polycarpe (136 m)
- 1914 : La Ténacité de Polycarpe (125 m)
- 1914 : Polycarpe a le mauvais sort (152 m)
- 1914 : Polycarpe et sa porte (103 m)
- 1914 : Polycarpe prend trop de précaution (105 m)
- 1914 : Polycarpe veut faire un carton (95 m)[16]
- 1915 : Polycarpe vitrier (155 m)
- 1915 : L'Arrosoir de Polycarpe (100 m)
- 1915 : Les Expériences de Polycarpe (130 m)
- 1915 : Polycarpe chef de gare (140 m)
- 1915 : Polycarpe et la force publique (190 m)
- 1916 : Polycarpe portraitiste (105 m)
- 1916 : Polycarpe émule de Guillaume Tell (135 m)
- 1916 : Le Flirt de Polycarpe (150 m)
- 1916 : Polycarpe fait le ménage (135 m)
- 1916 : Polycarpe est récalcitrant (105 m)
- 1923 : Le Baiser de Polycarpe (1 070 m)[17].

#### Horsséries
- 1918 : Rédempta, film en 3 parties (1 150 m) d'après une nouvelle de M. de Mylio adaptée par Paul Féval fils[18]
- 1922 : Mireille, moyen-métrage (2 800 m) d'après l'œuvre de Frédéric Mistral, avec Angèle Pornot dans le rôle-titre[19].
- 1924 : Mignon, long-métrage d'après Wilhelm Meister de Goethe[20], musique d'accompagnement d'Achille Leparcq[21]
- 1934 : Mireille, long-métrage (1 h 10 min) co-réalisé avec René Gaveau[22], supervisé par Firmin Gémier, d'après l'œuvre de Frédéric Mistral et le livret de l'opéra de Charles Gounod, avec Mireille Lurie dans le rôle-titre[23].

### Comme acteur
En dehors de l'interprétation du rôle-titre de la série Arthème dont il était le réalisateur (64 titres répertoriés), on lui connaît trois autres rôles sous le nom de scène d' Arthème Servaes  dans des moyens-métrages à caractère patriotique :
- 1914 : Les Cols bleus, film d'Émile Chautard d'après le roman d'Arnould Galopin, avec André Liabel et Josette Andriot
- 1916 : Les Poilus de la neuvième, drame en 4 parties (1 320 m) de Georges Rémond[24] d'après le roman d'Arnould Galopin, avec Gaston Modot et Josette Andriot
- 1919 : La Mascotte des poilus, drame en 4 parties (1 300 m)[25] de Charles Maudru et Georges Rémond d'après le roman d' Arnould Galopin, avec Josette Andriot.

### Comme éditeur et distributeur
- 1929 : Le Cœur ne vieillit pas (Artisten), film de Géza von Bolváry, avec Dina Gralla
- 1929 : Haut les mains ! Je veux ton cœur ! (Modellhaus Crevette), film de Max Neufeld avec Dina Gralla[26]
- 1930 : La Boucle de la Mort (Manege), film de Max Reichmann avec Mary Johnson
- 1930 : Pauvre gosse (Die kleine Sklavin), film de Luise et Jakob Fleck avec Gina Manès et Grete Mosheim
- 1931 : L'Attraction tragique (Schatten der Manege), film de Heinz Paul avec Liane Haid
- 1931 : Au pays du sourire (Das Land des Lächelns), film de Max Reichmann d'après l'opérette de Franz Lehàr, avec Richard Tauber
- 1938 : L'Ennemie bien-aimée (Beloved Ennemy), film de H. C. Potter avec Merle Oberon et Brian Aherne